# Opération Upshot-Knothole
L'opération Upshot–Knothole est le nom donné à une série de onze essais nucléaires atmosphériques menée au site d'essais du Nevada de mars à juin 1953 par les États-Unis. Elle suit l'opération Ivy et précède l'opération Castle.
Cette opération est marquée par trois évènements. L'essai Grable est le premier tir d'une ogive nucléaire par un obusier. Les deux premiers prototypes de l’University of California Radiation Laboratory—Livermore (maintenant le Laboratoire national de Lawrence Livermore) ont fait long feu. C'est la première fois que des mécanismes qui serviront aux premiers essais thermonucléaires — lors de l'opération Castle — sont testés.
Plus de 21 000 soldats américains participent à des manœuvres au sol dans le cadre de l'exercice Desert Rock IV au moment de l'essai Grable où un obus atomique de 280 mm est tiré avec le M65 Atomic Cannon. L'essai est observé par des militaires de haut rang.

## Essais
| Nom    | Date          | Lieu                    | Puissance explosive | Remarques |
| ------ | ------------- | ----------------------- | ------------------- | --- |
| Annie  | 17 mars 1953  | Site d'essais du Nevada | 16 kt               | |
| Nancy  | 24 mars 1953  | Site d'essais du Nevada | 24 kt               | |
| Ruth   | 31 mars 1953  | Site d'essais du Nevada | 0,2 kt              | Premier dispositif de l'University of California Radiation Laboratory—Livermore, engin explosif à hydrure d'uranium qui fait long feu  |
| Dixie  | 6 avril 1953  | Site d'essais du Nevada | 11 kt               | |
| Ray    | 11 avril 1953 | Site d'essais du Nevada | 0,2 kt              | Deuxième dispositif du l'University of California Radiation Laboratory—Livermore, engin explosif à hydrure d'uranium qui fait long feu |
| Badger | 18 avril 1953 | Site d'essais du Nevada | 23 kt               | |
| Simon  | 25 avril 1953 | Site d'essais du Nevada | 43 kt               | |
| Encore | 8 mai 1953    | Site d'essais du Nevada | 27 kt               | |
| Harry  | 19 mai 1953   | Site d'essais du Nevada | 32 kt               | Contamination extrême des populations près des trajets des vents                                                                       |
| Grable | 25 mai 1953   | Site d'essais du Nevada | 15 kt               | Artillerie atomique |
| Climax | 4 juin 1953   | Site d'essais du Nevada | 61 kt               | |